# Loathe
I Loathe sono un gruppo musicale metalcore inglese, formatosi a Liverpool nel 2014.

## Storia

### Formazione ePrepare Consume Proceed(2011-2016)
I membri fondatori si conoscevano già in precedenza grazie alla militanza in comuni progetti musicali, come ad esempio gli Our Imbalance, e cominciano a lavorare alla nuova band tra il 2011 ed il 2012, prendendo il nome di Loathe nel 2014. L'8 agosto 2015 la band si esibisce al Deadbolt Festival, e nell'autunno dello stesso anno pubblica indipendentemente l'EP di debutto Prepare Consume Proceed. Inizialmente la band ha voluto mantenere segreta l'identità dei propri membri, usando dei nomi in codice (DRK, DRT, SNK, MWL e NIL). L'unico a rivelare il proprio nome in codice fu Kadeem France (DRK) in quanto frontman, usando anche presentarsi sullo stage con una maschera dal significato sconosciuto, usata anche come artwork dell'EP.
Nel 2016 la band parte in tour nel Regno Unito come supporto agli Oceans Ate Alaska. Nel luglio dello stesso anno Prepare Consume Proceed viene ristampato dalla neonata SharpTone Records, accompagnato dal video del brano In Death, dove France appare con la sua consueta maschera. Bickerstaffe in un'intervista spiega come la band sia stata scoperta dall'etichetta subito dopo l'uscita del loro primo video musicale prodotto indipendentemente Sheol/In Death, e come immediatamente dopo l'iniziale dialogo e scambio di idee il gruppo ed il manager dell'etichetta si siano trovati sulla stessa lunghezza d'onda per quanto riguarda passione e visione, iniziando così la collaborazione. L'EP ha ricevuto critiche positive, con Kerrang! che loda le sonorità pesanti e djent unite alle atmosfere create dai sintetizzatori, criticando però l'immagine della band ispirata ai film dell'orrore e l'uso dei nomi in codice, descrivendo la maschera di France come uscita da "un film horror pescato dal cesto delle occasioni", dando all'album una valutazione di 3 "K" su 5.
Con il passare del tempo la band abbandona l'uso della maschera e dei nomi in codice, dichiarando di voler essere loro stessi durante l'esecuzione della loro musica, citando gli Slipknot ed i Ghost come influenze nella creazione dei loro personaggi. In seguito Bickerstaffe dichiarerà che l'uso delle maschere e dei nomi in codice era una "spudorata appropriazione di idee di altre band" usata come un tentativo di distinguersi dagli altri. Nel luglio 2016 la band si esibisce allo UK Tech-Fest, e più tardi nello stesso mese vanno in tour per il Regno Unito in supporto ai Carcer City ed il 25 settembre 2016 si esibiscono all'Ozzfest Meets Knotfest sul palco della Nuclear Blast.

### The Cold SuneThis Is As One(2017-2018)
Nel gennaio del 2017 la band era stata scelta come supporto per il tour britannico degli Emmure, tuttavia a causa di ritardi imprevisti nella produzione dell'album della band statunitense la tournée è stata cancellata. In aprile la band partecipa come supporto al tour dei Blood Youth, e a maggio suona nel corso del warm-up show dell'Hellfest a Londra. Il 2 giugno 2017 la band pubblica il suo primo full-length dal titolo The Cold Sun. L'album è stato prodotto da Matt McClellan ed è stato registrato nei Glow in the Dark Studios di Atlanta, Georgia. Dal 23 agosto al 5 settembre la band parte in tour come headliner accompagnati dagli Harbinger, seguite da altre tre date dal 6 all'8 settembre con i Lotus Eater. Tra ottobre e novembre la band partecipa come supporto ai Bury Tomorrow nel corso del loro "Stage Invasion Tour".
L'8 febbraio 2018 la band pubblica lo split This Is As One insieme ai compagni di etichetta discografica Holding Absence. Nel marzo dello stesso anno partono in tour per il Regno Unito con gli Holding Absence come co-headliner ed i Modern Error come band di supporto, con i God Complex di spalla nelle date di Leeds. Sempre in quell'anno la band viene nominata ai Metal Hammer Golden Gods Awards nella categoria miglior nuova band, e ricevono anche una nomination agli Heavy Music Awards nella categoria band emergenti nel Regno Unito, dove vengono inoltre invitati a suonare durante la cerimonia di premiazione. Nel maggio del 2018 la band partecipa allo Slam Dunk Festival ed al Teddy Rock Festival. Nel giugno 2018 il bassista Shayne Smith annuncia che dopo la performance della band al Download Festival abbandonerà il gruppo per potersi concentrare sulla sua carriera da tatuatore, venendo sostituito dall'ex bassista degli Holding Absence Feisal El-Khazragi. A luglio 2018 la band suona allo UK Tech-Fest ed al 2000 Trees Festival. Nel settembre 2018 la band parte in supporto ai SikTh nel corso del loro "The Riddles of Humanity Tour", mentre a novembre suonano insieme agli Of Mice & Men nel corso del loro mini tour britannico. Nel dicembre 2018 la band suona insieme ai Palm Reader a Londra.

### I Let It In and It Took EverythingeThe Things They Believe(2019-presente)
A cavallo tra aprile e maggio 2019 i Loathe suonano in supporto agli Hollywood Undead, a luglio partecipano al 2000 Trees Festival e ad agosto suonano sia al Radar Festival che all'Heavy Music Awards. Il 20 settembre 2019 la band pubblica il doppio singolo Gored/New Faces in the Dark insieme al video musicale per la traccia Gored, con quello per New Faces in the Dark pubblicato il 10 ottobre. Il 29 novembre la band pubblica un nuovo singolo dal titolo Aggressive Evolution insieme all'annuncio del nuovo album dal titolo I Let It In and It Took Everything, programmandone l'uscita per il 27 febbraio 2020. Nel dicembre 2019 partecipano come supporto al tour europeo degli Stray from the Path, insieme ai The Devil Wears Prada e ai Gideon.
Il 10 gennaio la band pubblica il singolo Two-Way Mirror, accompagnato da un video musicale. Il 6 febbraio pubblica il singolo Screaming, anticipando l'uscita dell'album I Let It In and It Took Everything al 7 febbraio, facendola combaciare con l'inizio del tour da headliner in giro per il Regno Unito, supportato dalle band The Well Runs Red, Phoxjaw e God Complex. A giugno la band partecipa all'edizione virtuale del Download Festival.
Il 7 febbraio 2021, ad un anno esatto dall'uscita di I Let It In and It Took Everything, la band pubblica The Things They Believe, un album ambient strumentale composto durante il lockdown causato dalla pandemia di COVID-19 del 2020.
Il 18 settembre 2021 la band annuncia la separazione dal chitarrista Connor Sweeney.

## Stile musicale e influenze
Uno degli stili con cui viene frequentemente descritta la musica dei Loathe è il metalcore. In un'intervista su Distorted Sound Magazine, la band viene menzionata come parte della più recente ondata interna al genere insieme a gruppi come Code Orange ed Ocean Grove. Inoltre è stata accomunata ad altre band simili come Lotus Eater, Modern Error, Holding Absence e God Complex.
La band usa dinamicamente voci melodiche e death. Nelle prime pubblicazioni Bickerstaffe era l'unico ad utilizzare la voce melodica, mentre nelle uscite più recenti anche France ha iniziato ad utilizzare più frequentemente la voce pulita. Metal Injection nella sua recensione di The Cold Sun definisce lo stile della band un metalcore al limite del deathcore, unito ad un approccio sperimentale e progressive. Anche altre riviste come The Monolith, Distorted Sound Magazine e Kerrang! hanno definito la band deathcore/death metal. Diverse pubblicazioni tra cui Metal Hammer e Metal Injection hanno lodato la band per l'utilizzo di elementi elettronici, utilizzati soprattutto per creare atmosfera più che per essere messi in prima linea, spesso accreditato come uno degli elementi sperimentali della band, andando a toccare così sonorità industrial.
Nell'ampliamento del loro sound metalcore, va fatto notare che la band prende elementi da altri generi musicali come ad esempio i suoni delle chitarre tipici del djent. In un articolo di Revolver Magazine la loro musica viene descritta come un "violento hardcore metallico ed industrializzato che svaria verso un post-rock etereo e brillante con inflessioni shoegaze". Altri elementi incorporati nel sound della band sono il nu metal, lo shoegaze ed il progressive metal.

### Testi
Il gruppo si autodefinisce come "band concettuale", poiché ogni pubblicazione narra storie di fantasia. Il loro primo EP Prepare Consume Proceed narra le vicende di un protagonista tormentato, che perde una persona amata e viene ucciso alla fine del disco. In The Cold Sun l'ambientazione è violenta e post-apocalittica, ed unisce temi di desolazione con un velo di positività ed eroismo. L'album segue le vicende di due protagonisti che vivono in questo scenario distopico. Bickerstaffe nega di essersi ispirato a band come Pink Floyd o Thirty Seconds to Mars nella realizzazione dei loro concept album, dichiarando:
(Erik Bickerstaffe)
Nella realizzazione del secondo album, Bickerstaffe ha dichiarato che il processo di composizione inizia con il concept, il quale viene poi scaglionato in 12 canzoni. Una volta tracciato il piano di ciò che vogliono creare, la band lavora sulla struttura delle canzoni.

### Performance dal vivo
Matt Mills di Metal Hammer e WhatCulture ha nominato la band come miglior gruppo dal vivo metal del 2018, descrivendo la loro presenza sul palco come "sempre intensa e cinematografica", lodando l'utilizzo di interludi atmosferici e minimalisti, ispirati dalle colonne sonore cinematografiche. All'inizio della loro carriera il frontman Kadeem France si esibiva indossando una maschera, utilizzata anche nella copertina di Prepare Consume Proceed. Bickerstaffe in un'intervista dell'epoca su Kerrang! ha dichiarato che la band prendeva spunto dal mondo dei fumetti come Marvel e DC e di vedere i propri concerti come performance artistiche. Dal 2016 la band abbandona l'uso della maschera, citando Slipknot e Ghost come ispirazione. La band utilizza anche degli schermi televisivi sul palco a supporto della loro immagine teatrale e cruda.

### Influenze
Band come Deftones, Slipknot e Korn sono state citate come importanti influenze nel sound della band, con Bickerstaffe che ha dichiarato di aspirare a raggiungere il loro livello, aggiungendo anche che lui ed il resto della band non è influenzata dal sound delle "band moderne". France e Bickerstaffe hanno citato i Deftones ed i Meshuggah come influenze per l'uso di voci melodiche e chitarre pesanti, ma anche i Radiohead per il loro approccio sperimentale alla musica. Le influenze durante gli anni dell'adolescenza per Bickerstaffe erano gruppi "synthcore" come Miss May I e Attack Attack!, e anche se all'epoca non apprezzava la musica al di fuori del metal, con gli anni è maturato arrivando ad apprezzare una maggiore varietà di musica.
Altre influenze al di fuori della scena metal sono le colonne sonore di Silent Hill 2, composta da Akira Yamaoka, di Akira, composta dai Geinoh Yamashirogumi, e di Blade Runner, composta da Vangelis. Queste colonne sonore hanno influenzato l'album di debutto The Cold Sun sia per quanto riguarda le atmosfere sia per lo storytelling, con Akira che ha influenzato anche l'artwork.

## Formazione
Attuale
- Kadeem France – voce death (2014-presente); voce melodica (2017-presente)
- Erik Bickerstaffe – chitarra solista, voce melodica, voce death (2014-presente)
- Sean Radcliffe – batteria (2014-presente)
- Feisal El-Khazragi – basso, cori (2018-presente)

Ex componenti
- Shayne Smith – basso (2014-2018); cori (2017-2018)
- Connor Sweeney – chitarra ritmica (2014-2021); cori (2017-2021)

## Discografia

### Album in studio
- 2017 – The Cold Sun
- 2020 – I Let It In and It Took Everything
- 2021 – The Things They Believe

### EP
- 2015 – Prepare Consume Proceed
- 2018 – This Is as One (split con gli Holding Absence)
- 2023 – From Nothing

### Singoli
- 2016 – In Death
- 2017 – Dance on My Skin
- 2017 – It's Yours
- 2017 – White Hot
- 2019 – Gored
- 2019 – New Faces in the Dark
- 2019 – Aggressive Evolution
- 2020 – Two-Way Mirror
- 2022 – Dimorphous Display
- 2022 – Is It Really You? (feat. Teenage Wrist)
- 2022 – Is It Really You? (feat. Sleep Token)

## Videografia

### Video musicali
- 2016 – Sheol/In Death
- 2017 – Dance on My Skin
- 2017 – It's Yours
- 2017 – East of Eden
- 2017 – White Hot
- 2019 – Gored
- 2019 – New Faces in the Dark
- 2020 – Two-Way Mirror